# San Lorenzo de' Picenardi
San Lorenzo de' Picenardi è una frazione del comune cremonese di Torre de' Picenardi posta ad est del centro abitato.

## Storia
La località era un piccolo villaggio agricolo di antica origine del Contado di Cremona con 265 abitanti a metà Settecento.
In età napoleonica, dal 1810 al 1816, il comune annesse Brolpasino, Fossa Guazzona, Cà d'Andrea, Ronca de' Golferami e Pieve San Maurizio, ma il provvedimento fu annullato con la costituzione del Regno Lombardo-Veneto.
All'unità d'Italia nel 1861, il comune contava 693 abitanti.
Nel 1868 il comune di San Lorenzo de' Picenardi venne soppresso e aggregato al comune di Torre de' Malamberti, che contemporaneamente assunse la nuova denominazione di Torre de' Picenardi.

## Monumenti e luoghi di interesse
- Il Castello di San Lorenzo de' Picenardi ha un parco largo 50.000 metri quadrati ed è la più grande residenza castellana della Provincia di Cremona[3]. Di origine gotica,[4] Il castello risale al IX secolo ma fu più volte rielaborato nel corso dei secoli[4].
- Chiesa Parrocchiale di San Lorenzo Martire

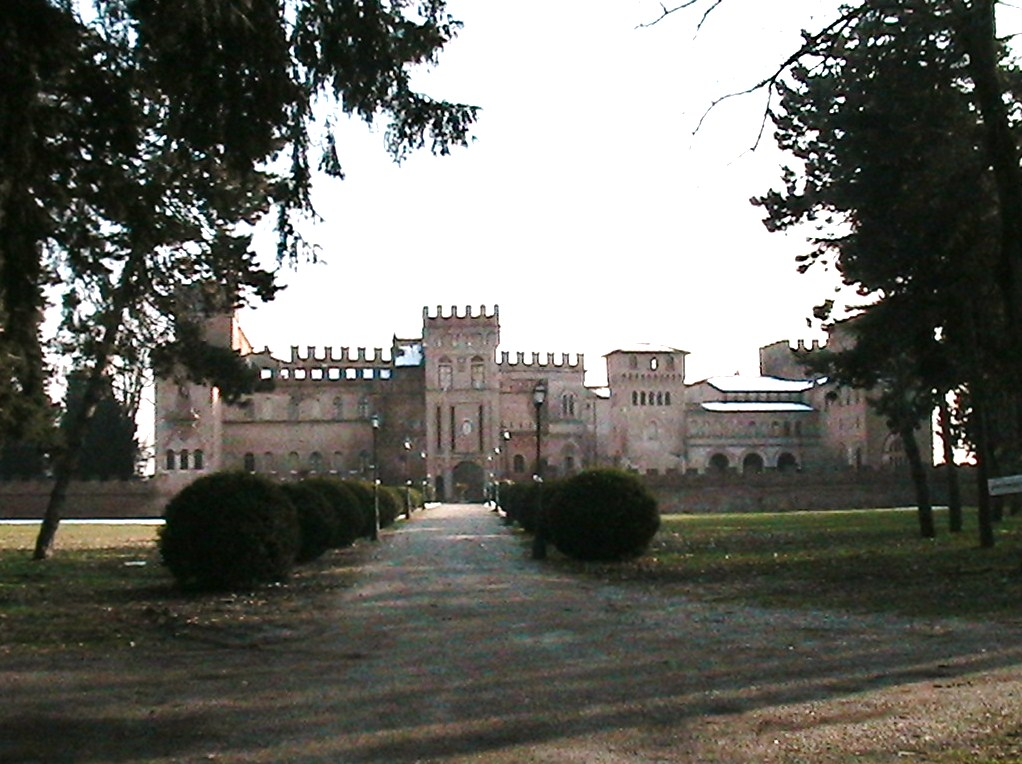
Il castello di San Lorenzo de' Picenardi